# Galata, Istanbul

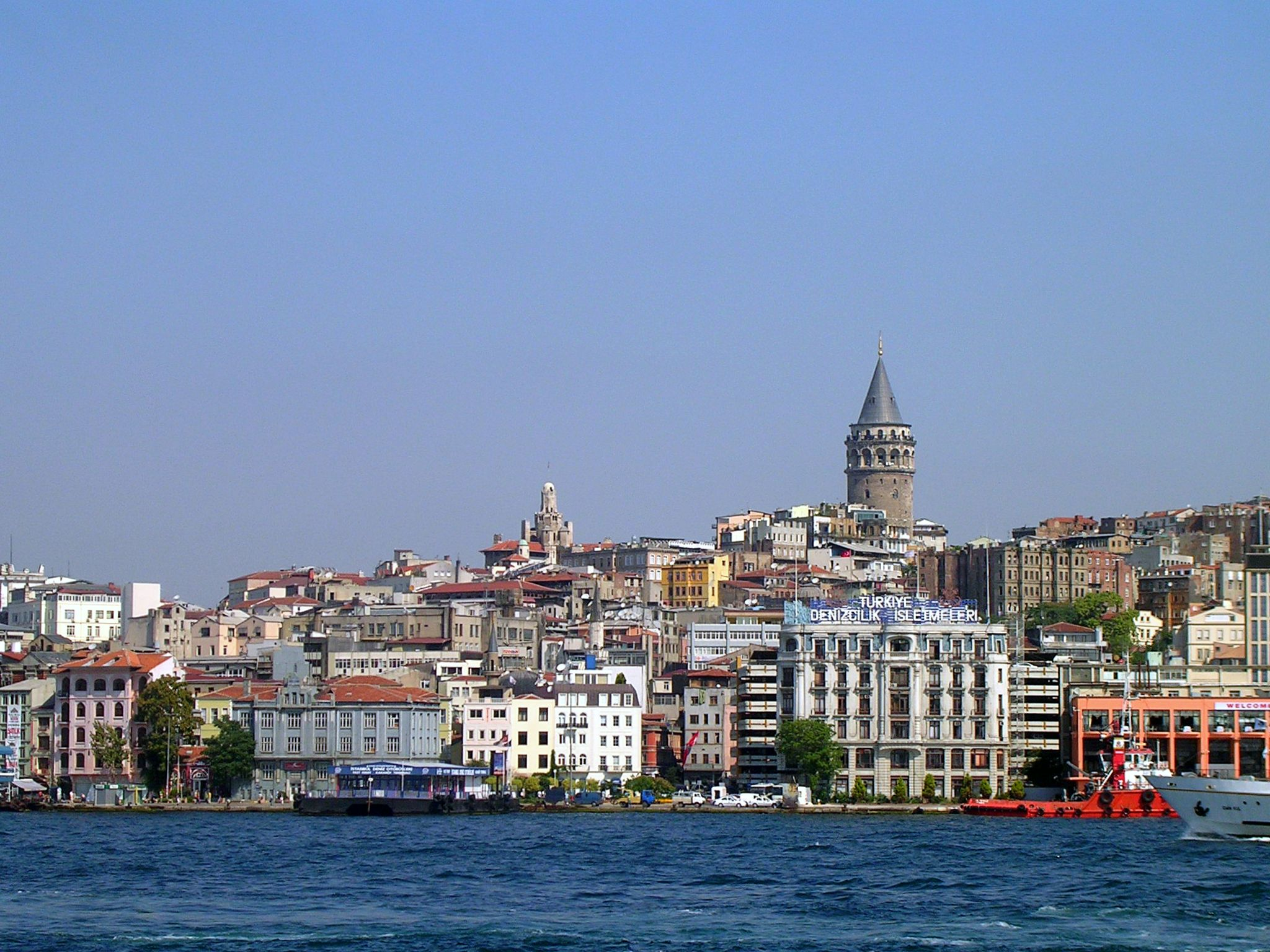
Panoramă a Galatei (modernul Karaköy) cu Turnul Galata (1348), la extremitatea zidurilor cetății medievale genoveze, care au fost demolate în mare parte în secolul al XIX-lea pentru a permite extinderea urbană spre nord.

Galata (în greacă Γαλατᾶς) a fost așezare istorică situată pe malul nordic al Cornului de Aur, vizavi de peninsula unde se afla vechiul oraș bizantin Constantinopol (capitala Imperiului Roman de Răsărit). Vechea așezare a fost stăpânită o lungă perioadă, cu întreruperi, de bizantini, apoi, în perioada 1273-1453, a devenit colonie a Republicii Genova, având o fortificație medievală care o apăra de atacurile inamicilor. Genovezii au construit în 1348 impunătorul turn Galata în extremitatea nordică și în cel mai înalt punct al citadelei. Galata a fost ocupată de otomani după căderea Constantinopolului (1453), iar în prezent este un cartier al districtului Beyoğlu (Pera) al orașului turcesc Istanbul, fiind cunoscut sub numele de Karaköy.
Cornul de Aur este traversat în secolul al XXI-lea de mai multe poduri, printre care se află și Podul Galata. 

## Etimologie
Există mai multe teorii cu privire la originea numelui Galata. Grecii cred că numele provine fie de la Galatai (cu sensul de gali), deoarece s-a crezut că tribul celtic al galilor (galateni) a amenajat aici o tabără în perioada elenistică, înainte de a se stabili în regiunea Galatia din centrul Anatoliei, sau de la galatas (adică „lăptar”), deoarece zona a fost folosită de păstori pentru pășunat în perioada medievală (bizantină). Italienii cred ca numele provine de la Calata, care înseamnă pantă sau coborâre, deoarece Galata, o fostă colonie genoveză, este situată pe un deal care coboară spre Bosfor. Numele Galata a fost inclus ulterior de primăria orașului Genova în denumirea muzeului naval Galata Museo del Mare.

## Istoric

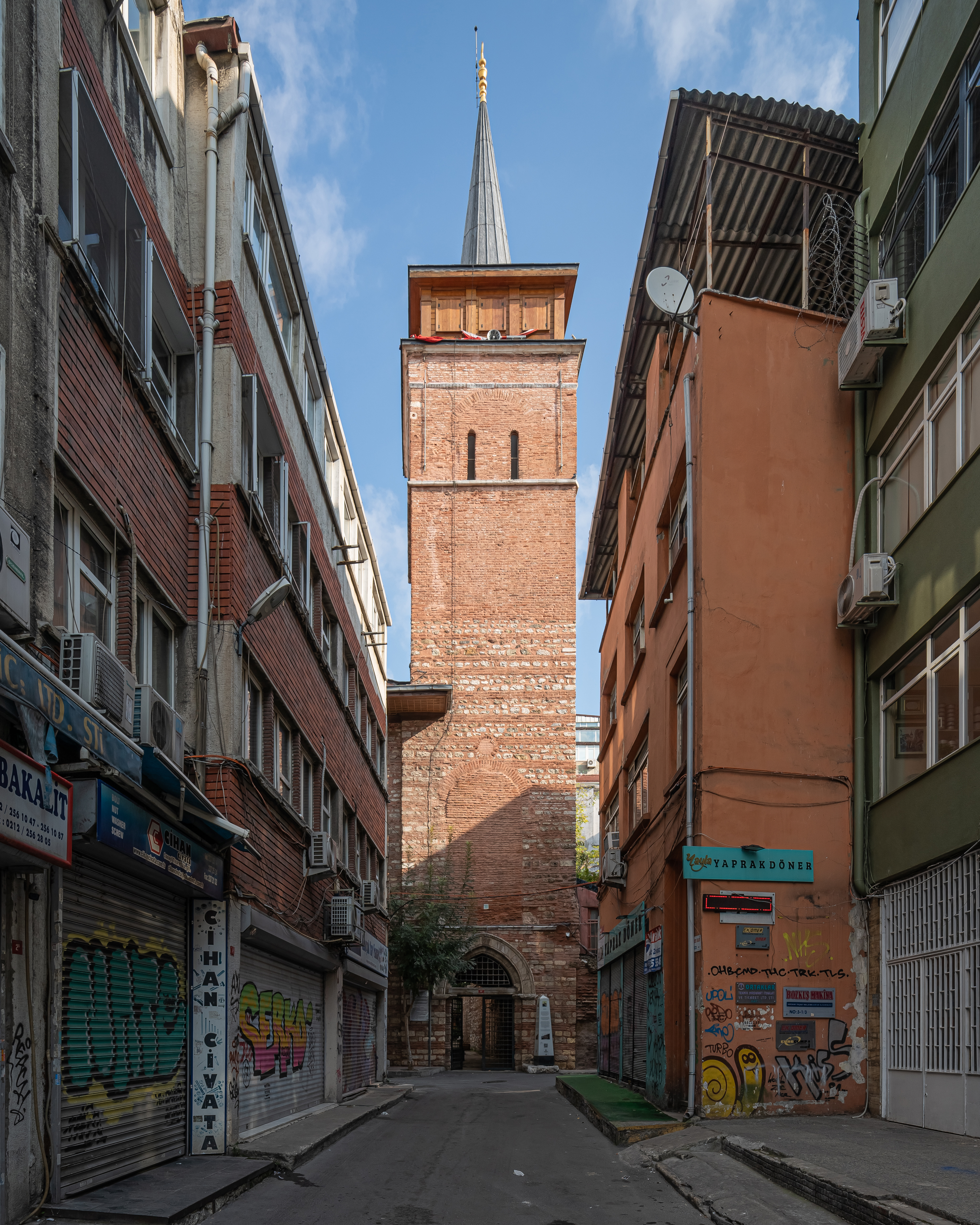
Minaretul Moscheii Arabe, inițial clopotnița Bisericii San Domenico (1325), construită de călugări dominicani în Galata.

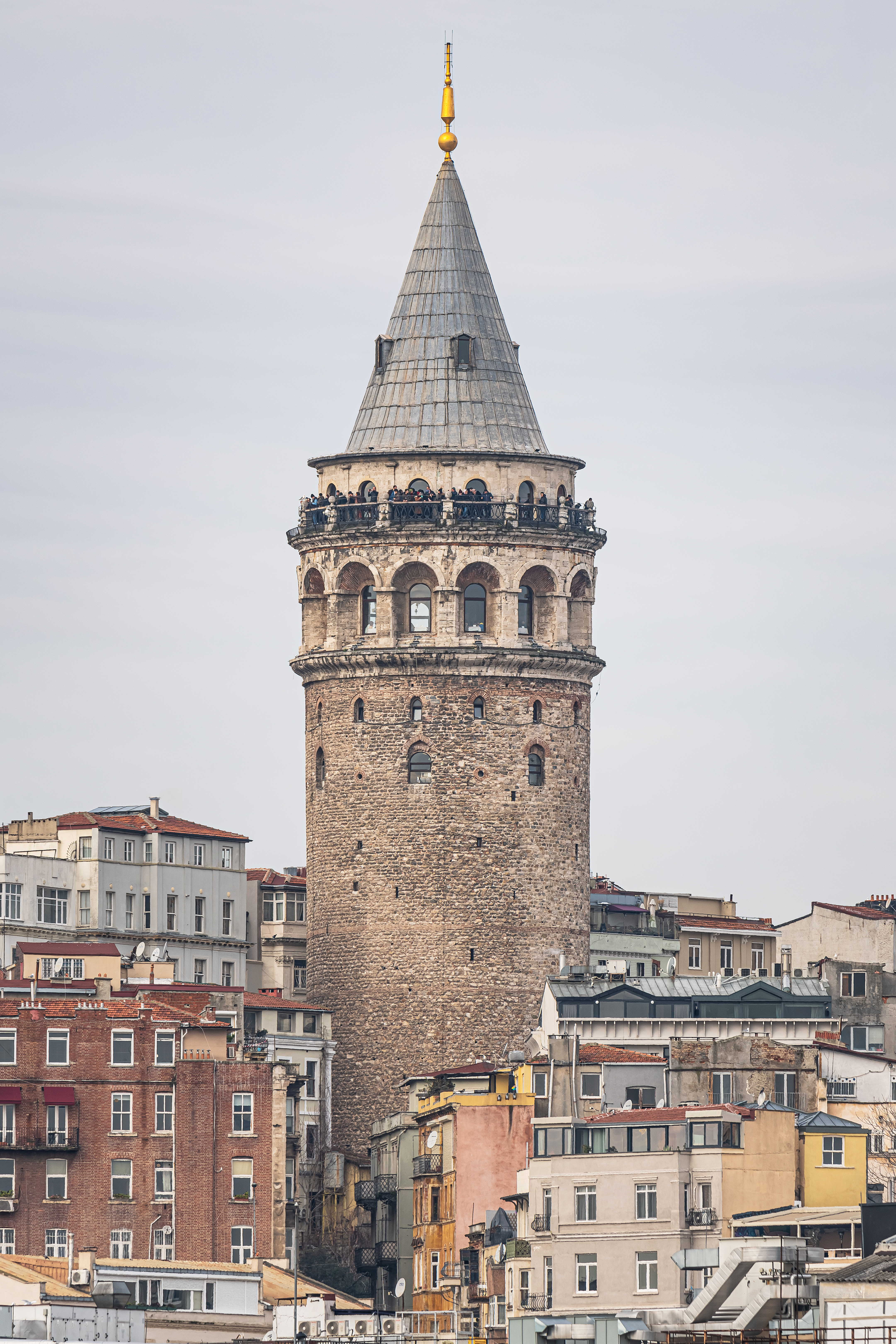
Turnul Galata a fost construit în 1348 la extremitatea nordică a cetății genoveze.

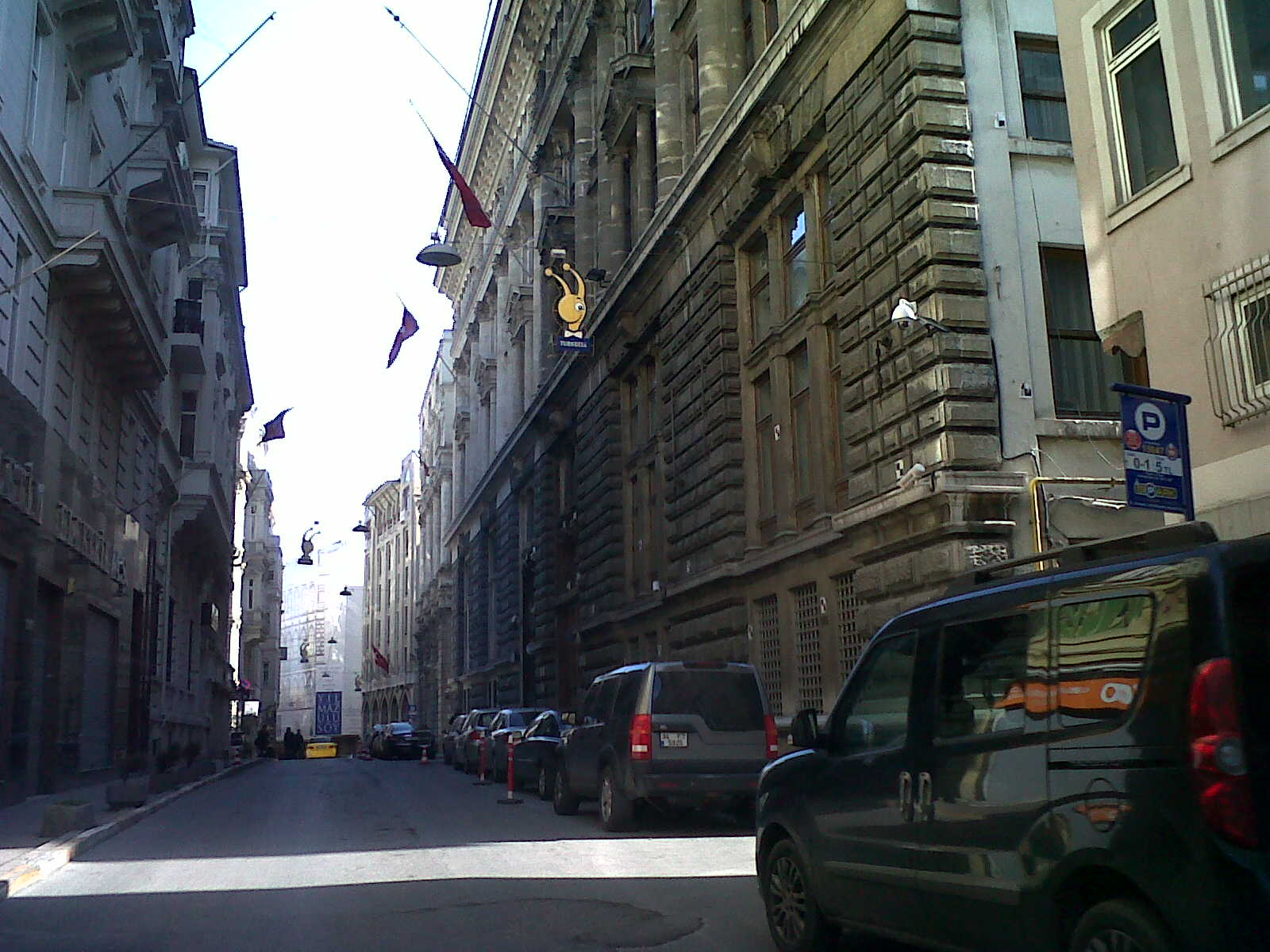
Bankalar Caddesi (Strada Băncilor) din Galata a fost centrul financiar al Imperiului Otoman.

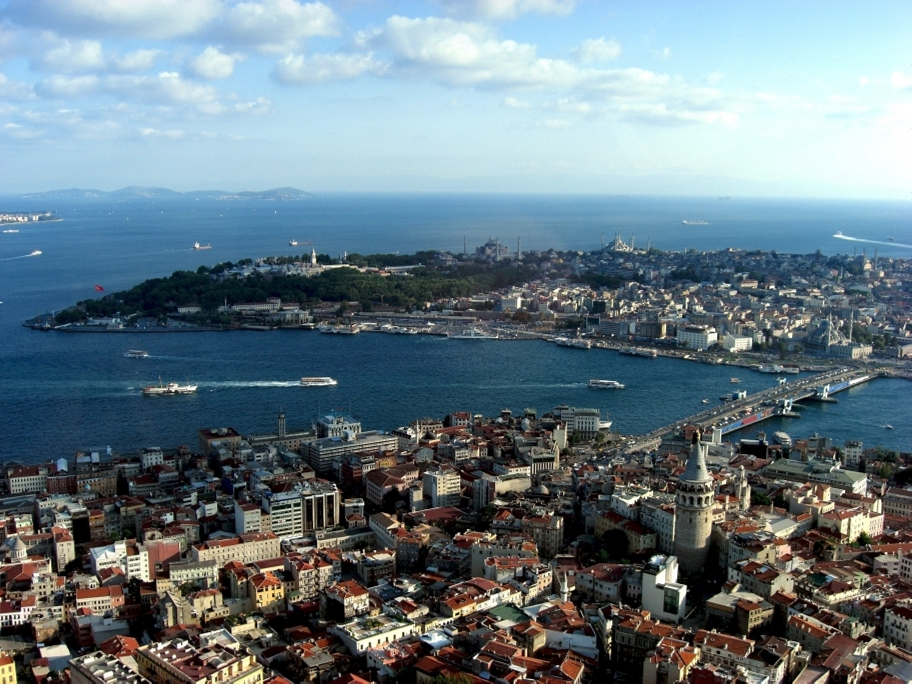
Vedere aeriană a intrării în Cornul de Aur, cu Galata în prim plan și Sarayburnu în fundal.

În documentele istorice, Galata este deseori numită Pera, nume care provine de la vechea denumire grecească a locului, Peran en Sykais, literal „Câmpia de măslini de pe cealaltă parte”.
Cartierul este menționat pentru prima dată în Antichitatea târzie ca Sykai sau Sycae. În perioada elaborării listei Notitia Urbis Constantinopolitanae (cca. 425 d. Hr.), a devenit o parte componentă a orașului ca regiunea a 13-a. Potrivit Notitia, aici se aflau băi publice și un forum construit de împăratul Honorius (r. 395-423), un teatru, o stradă cu portic și 435 de case. Așezarea a fost probabil închisă de ziduri în secolul al V-lea. Sykai a primit drepturi urbane complete în timpul domniei împăratului Iustinian I (r. 527-565), care l-a redenumit Iustinianopolis, dar a decăzut și a fost probabil abandonat în secolul al VII-lea. A rămas numai turnul mare, Megalos Pyrgos (kastellion tou Galatou), ce supraveghea capătul nordic al barierei care bloca intrarea în Cornul de Aur.
În secolul al XI-lea cartierul găzduia comunitatea evreiască a orașului, care ajunsese la un număr de aproximativ 2.500 de persoane. În 1171 o nouă așezare genoveză din zonă a fost atacată și aproape distrusă. În ciuda faptului că genovezii susțineau că Veneția nu avea nimic de-a face cu atacul, împăratul bizantin Manuel I Comnen (1143-1180) a folosit atacul asupra așezării ca pretext pentru a-i întemnița pe toți cetățenii venețieni și a confisca toate proprietățile venețiene din Imperiul Bizantin. Kastellionul și cartierul evreiesc au fost acaparate și distruse în 1203 de cruciații catolici în timpul Cruciadei a patra, cu puțin înainte de prădarea Constantinopolului.
În 1233, în timpul Imperiului Latin (1204-1261), a fost construită în Galata o mică capelă catolică dedicată Sfântului Pavel în locul unei biserici bizantine din secolul al VI-lea. Această capelă a fost mult extinsă în 1325 de către călugării dominiciani, care au redenumit-o în mod oficial Biserica San Domenico,  dar locuitorii zonei au continuat să folosească denumirea originală San Paolo. În 1407 papa Grigore al XII-lea, pentru a asigura întreținerea bisericii, a acordat indulgențe vizitatorilor Mănăstirii San Paolo din Galata. Clădirea este cunoscută astăzi ca Arap Camii (Moscheea Arabă), deoarece la câțiva ani după transformarea sa în moschee (între 1475 și 1478) în timpul domniei sultanului otoman Mahomed al II-lea cu numele Galata Camii (Moscheea Galata sau, alternativ, Cami-i Kebir, adică Marea Moschee) a fost cedată de sultanul Baiazid al II-lea maurilor spanioli care au fugit de Inchiziția spaniolă în 1492 și au venit la Istanbul.
În 1261 cartierul a fost reocupat de bizantini, dar împăratul Mihail al VIII-lea Paleologul (r. 1259-1282) l-a cedat genovezilor în 1267, în conformitate cu Tratatul de la Nymphaeum. Limitele exacte ale coloniei genoveze au fost stipulate în 1303 și s-a interzis fortificarea ei. Totuși, genovezii au ignorat această prevedere și, prin prelungirea ulterioară a zidurilor, au extins așezarea. Aceste ziduri, inclusiv Turnul Galata (inițial Christea Turris, „Turnul lui Hristos”, construit în 1348), s-au păstrat în mare parte intacte până în secolul al XIX-lea, când majoritatea lor au fost dezmembrate pentru a permite extinderea urbană spre cartierele nordice Beyoğlu, Beșiktaș și dincolo de ele. În prezent, mai sunt în picioare doar o mică parte din zidurile genoveze, aflate în vecinătatea Turnului Galata.
Atunci când Constantinopolul a căzut în stăpânirea otomanilor conduși de sultanul Mahomed Cuceritorul în 1453, cartierul era locuit în cea mai mare parte de catolici genovezi și venețieni, deși se mai aflau și locuitori greci, armeni și evrei. Locuitorii creștini ai Galatei au menținut o neutralitate formală în timpul asediului otoman, nu s-au alăturat sultanului, dar nici nu au luptat împotriva lui. Un istoric modern, Halil İnalcık, a estimat (pe baza unui recensământ din 1455) că aproximativ 8% din populația Galatei a fugit după capturarea orașului.
În conformitate cu recensământul din 1455 se constată că evreii locuiau în primul rând în cartierul Fabya și în Samona (care se află în vecinătatea actualului Karaköy). Deși evreii vorbitori de limba greacă din Galata par să își fi păstrat locuințele după cucerirea orașului, nu au fost înregistrate în 1472 gospodării evreiești în Galata, situație care a rămas neschimbată până la mijlocul secolului al XVI-lea.
Relatările contemporane diferă în legătură cu evenimentele care au avut loc în Galata. Potrivit unor relatări, cei care au rămas în cartier s-au predat flotei otomane, prosternându-se în fața sultanului și oferindu-i cheile orașului. Această informație apare în cronicile lui Mihail Ducas și Giovanni Lomellino, însă, potrivit lui Laonic Chalcocondil, primarul genovez a luat decizia de a se preda înainte ca flota otomană să sosească în Galata și i-a predat cheile comandantului otoman Zagan Pașa, nu sultanului. Un alt martor ocular Leonard de Chios descrie fuga creștinilor din oraș:
„Cei care nu au reușit să se îmbarce la bordul navelor lor înainte ca vasele turcești să ajungă în această parte a portului au fost capturați; mamele au fost luate și copiii lor au plecat, sau invers, după caz, iar mulți au fost înghițiți de mare și s-au înecat. Bijuteriile s-au împrăștiat peste tot și fugarii s-au prădat unul pe altul fără milă.”
Potrivit lui Ducas și lui Critobul din Imbros, trupele lui Zaganos Pașa nu au făcut niciun rău populației, dar Chalcocondil nu menționează acest bun comportament, iar Leonard de Chios afirmă că populația a acționat împotriva ordinelor venite de la Genova atunci când a fost de acord să accepte stăpânirea sultanului, pentru a-și salva viața și proprietatea. Proprietățile fugarilor au fost confiscate, dar, potrivit lui Ducas și Lomellino, li s-au restituit dacă aceștia s-au întors într-un termen de trei luni.
Conceput ca o copie identică a Palazzo San Giorgio în Genova (datând din secolul al XIII-lea), palatul autorităților genoveze (podestà) ale Galatei, Montano de Marinis (care a fost construit în 1316 și a fost cunoscut sub numele de Palazzo del Comune (Palatul Municipalității) în perioada genoveză), se află parțial ruinat pe Kart Çınar Sokak, o stradă laterală îngustă paralelă cu Bankalar Caddesi (Strada Băncilor), care era centrul financiar al Imperiului Otoman. Fațada frontală a palatului din Bankalar Caddesi (împreună cu circa 2/3 din clădire) a fost demolată în 1880 pentru construirea liniei de tramvai (înlocuită ulterior cu o clădire cu cinci etaje numită Bereket Han), în timp ce fațada din spatele clădirii aflată pe Kart Çınar Sokak (și restul de 1/3 din clădirea palatului) este ruinată și se află în prezent în curs de restaurare. Bankalar Caddesi conține o serie de clădiri bancare din epoca otomană, inclusiv sediul central al Băncii Centrale Otomane, astăzi Muzeul Băncii Otomane. Mai multe ornamente care erau inițial pe fațada palatului genovez au fost folosite pentru a înfrumuseța aceste clădiri bancare din secolul al XIX-lea în perioada otomană târzie.
Treptele Camondo, o faimoasă scară pietonală, proiectată ca un amestec unic de stiluri neo-baroc și Art Nouveau și construită în anii 1870-1880 de către renumitul bancher evreu otomano-venețian Abraham Salomon Camondo, se află, de asemenea, pe Bankalar Caddesi. Conacul de pe litoral al familiei Camondo, cunoscut popular sub numele de Palatul Camondo (Kamondo Sarayı), a fost construit între 1865 și 1869 după proiectul arhitectului Sarkis Balyan. El este situat pe malul nordic al Cornului de Aur, în cartierul Kasımpașa din apropiere, la vest de Galata. Mai târziu a devenit sediul central al Ministerului Marinei (Bahriye Nezareti) în timpul perioadei otomane târzii și este utilizat în prezent de marina turcă ca sediu al Comandamentului Maritim Nordic (Kuzey Deniz Saha Komutanlığı). Familia Camondo a construit, de asemenea, două clădiri istorice de apartamente în Galata, ambele fiind numite Kamondo Apartmanı: cea mai veche se află pe strada Serdar-ı Ekrem, lângă Turnul Galata, și a fost construită între 1861 și 1868, timp ce cea mai nouă este situată la colțul format de străzile Felek și Haci Ali și a fost construită în 1881.
Galatasaray S.K., unul dintre cele mai renumite cluburi de fotbal din Turcia, își trage numele de la acest cartier și a fost înființat în 1905 în piața Galatasaray din Beyoğlu (Pera), unde se mai află încă Liceul Galatasaray, cunoscut anterior sub numele de Mekteb-i Sultani. Galatasaray înseamnă literalmente Palatul Galata.

## Galerie

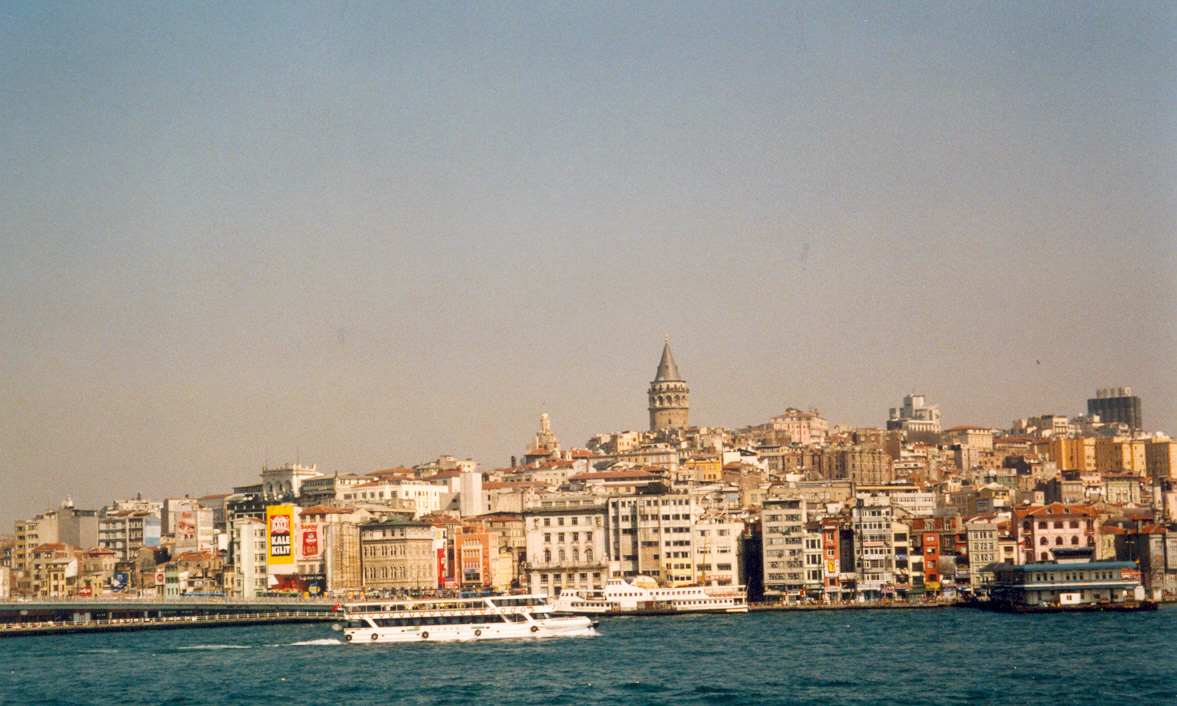
Vedere a turnului Galata din cartierul Eminönü, 12 aprilie 2005.
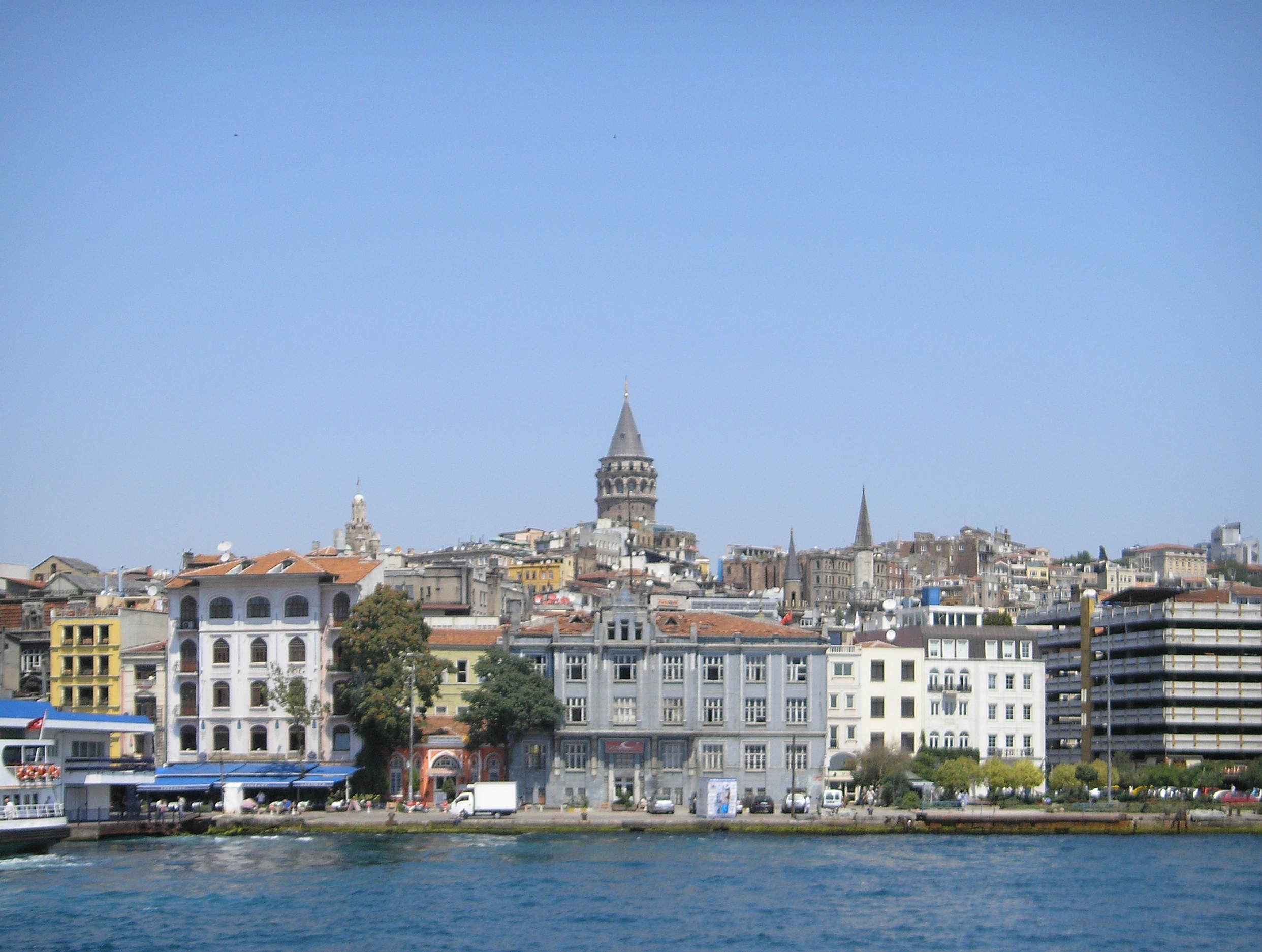
Vedere a turnului Galata de pe Bosfor.
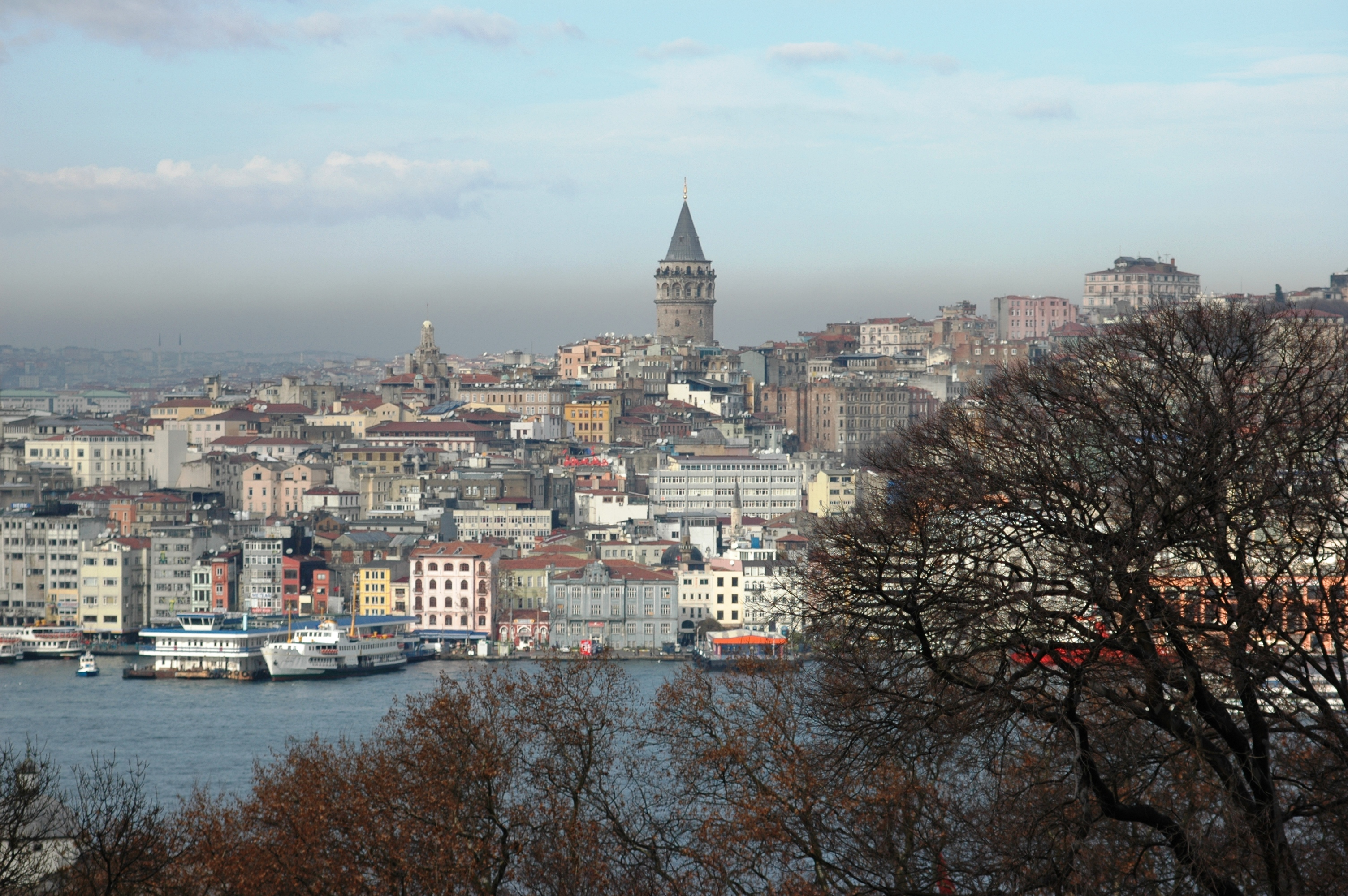
Vedere a turnului Galata de pe malul anatolian al Bosforului.
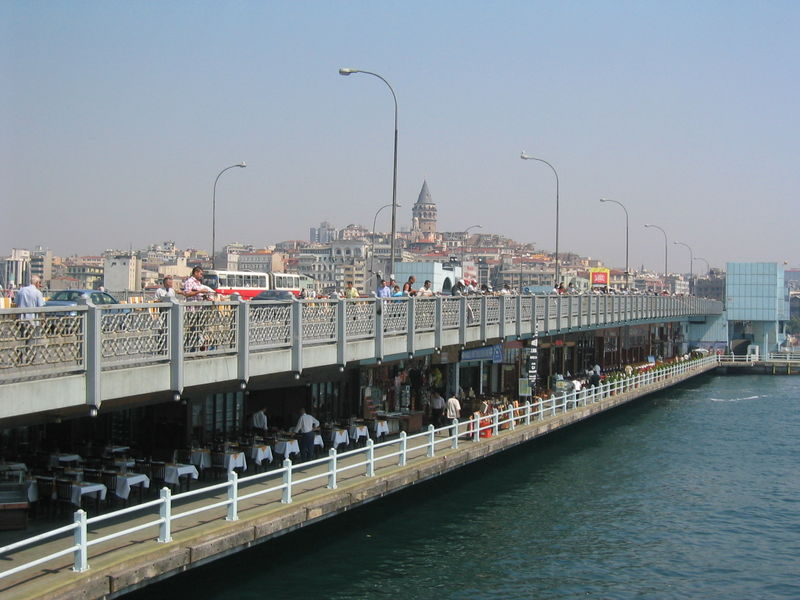
Vedere a podului Galata, cu Turnul Galata în fundal.
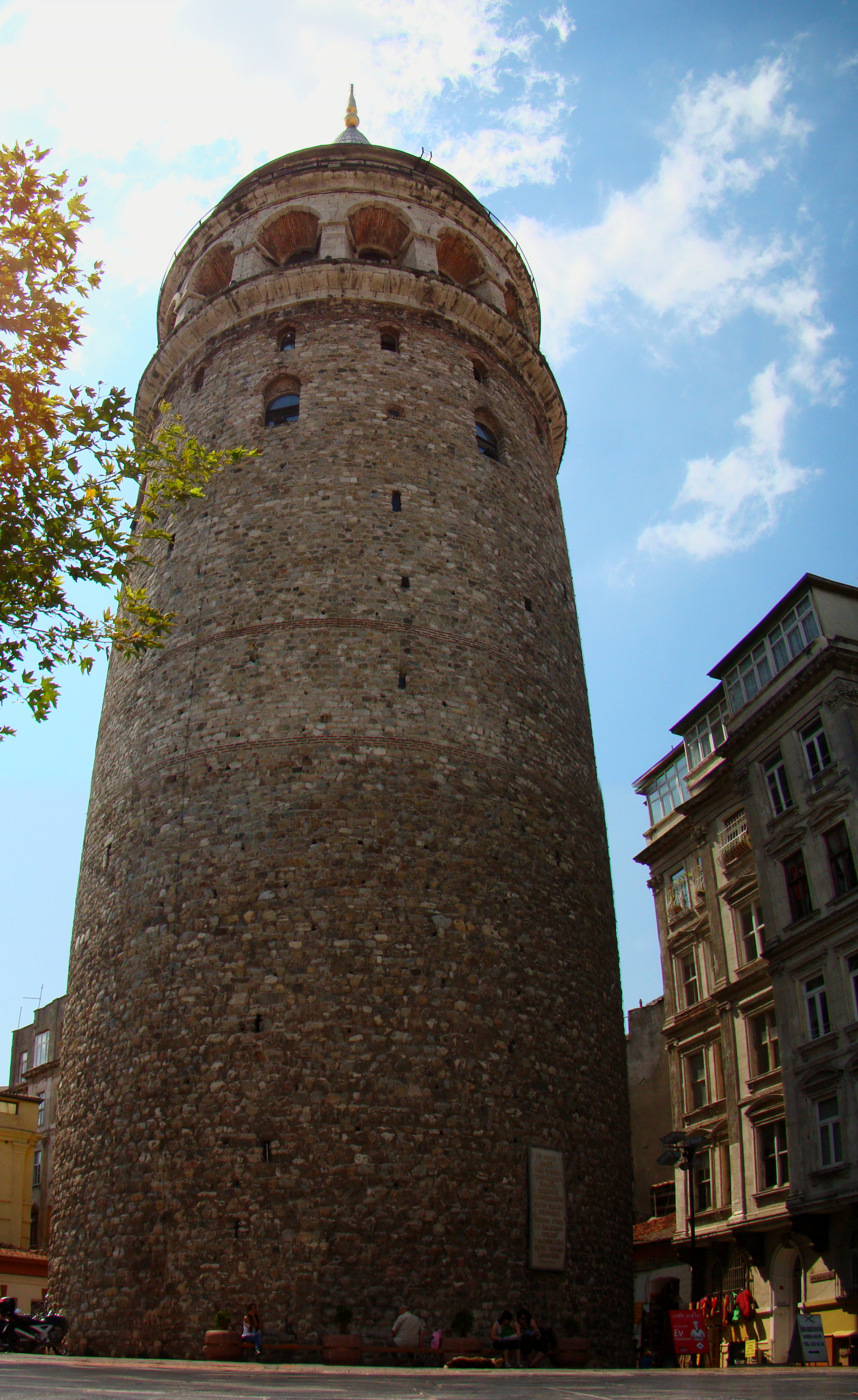
Vedere a turnului Galata din piața principală aflată în fața sa.

## Clădiri notabile din Galata
- Moscheea Arabă (Biserica San Domenico) (1325)
- Turnul Galata (1348)
- Biserica Sfântul Benoit (1427)
- Sinagoga Zülfaris (1823)
- Biserica Sfinților Petru și Pavel (1843)
- Treptele Camondo (1880)
- Liceul Austriac „Sf. Gheorghe” (1882)
- Sinagoga Așkenadă (1900)
- Sinagoga Italiană (1931)
- Sinagoga Neve Shalom (1951)

## Personalități originare și rezidente din Galata
- Abraham Salomon Camondo
- Constantine Samuel Rafinesque
- Seydi Ali Reis